# Combat (Résistance)
Pour les articles homonymes, voir Combat (homonymie).
 (décembre 2014).
Combat est pendant la Seconde Guerre mondiale un mouvement français de Résistance, créé d'abord sous le nom de Mouvement de libération nationale en zone non occupée en 1940 par Henri Frenay et Berty Albrecht. C'est parmi les huit grands mouvements de Résistance membres du Conseil national de la Résistance (CNR, à partir de 1943) celui qui est le plus structuré et compte le plus grand nombre d'agents.
À partir de janvier 1943, il fait aussi partie des Mouvements unis de la Résistance (MUR), sous la présidence de Jean Moulin, et s'intègre au nouveau Mouvement de libération nationale (MLN) au début de 1944.

## Histoire de Combat

### Le contexte
Le gouvernement Philippe Pétain signe l'armistice du 22 juin 1940 avec l'Allemagne : la France est partiellement occupée, ce qui entraîne la création de la zone Nord (occupée) et de la zone Sud (dite « zone libre »), séparées par la ligne de démarcation. Installé à Vichy, en zone Sud, le maréchal Pétain met fin à la Troisième République le 10 juillet, devenant le chef de l'État français, dit « régime de Vichy ». Le 18 juin, le général de Gaulle, réfugié à Londres, appelle à la Résistance et crée la France libre.

### Les débuts
A la fin de l’automne 1940, Henri Frenay et Berty Albrecht créent ensemble à Lyon le Mouvement de libération nationale.
Par l'intermédiaire de chefs de régions, ils implantent le mouvement dans six « régions » de la zone Sud :
- Lyon (R1 : 10 départements), codirigée par Marcel Peck et André Plaisantin ;
- Marseille (R2 : 7 départements), dirigée par Henri Aubry ;
- Montpellier (R3 : 6 départements), dirigée par Gilbert de Chambrun ;
- Toulouse (R4 : 9 départements), dirigée par Francois Verdier et Pierre Dumas son bras droit ;
- Limoges (R5 : 9 départements), dirigée jusqu'en 1943 par Edmond Michelet ;
- Clermont-Ferrand (R6 : 5 départements).

D'autres régions apparaissent par la suite, situées principalement en zone nord (Jura, Bretagne...).

### L'extension
Le MLN fusionne avec d'autres organisations au fur et à mesure de son implantation. C'est la rencontre, organisée le 28 novembre 1941 dans son appartement grenoblois par Marie Reynoard, affiliée au MLN d'Henri Frenay, entre ce dernier et François de Menthon, dirigeant le mouvement Liberté, qui donne naissance, par leur fusion, au mouvement Libération française, très vite dénommé Combat,.
À la même époque, Combat prend une orientation gaulliste, ce qui entraîne une rupture avec des résistants de tendance pétainiste. De là résulte pour Combat une diminution des sources d'informations.
Une antenne, le « groupe Nord », d'abord appelé « Les Petites Ailes », puis rebaptisé Combat Zone nord, est également créée en zone occupée, d'abord à Paris, par Robert Guédon (« Robert »). Celui-ci se montre très actif, élargissant rapidement ce mouvement à plusieurs régions de zone occupée, y compris dans le Nord-Pas-de-Calais (soumis à un régime d'occupation particulier) dont s'occupe Pierre de Froment.

### Premiers obstacles
Parmi les premiers membres du mouvement implanté en zone nord, se trouve un agent de l'Abwehr, Henri Devillers, qui assure la liaison et le courrier entre le mouvement de zone libre et de zone occupée. Jean-Paul Lien, militant de zone Sud déjà contrôlé par l'Abwehr-Dijon, signale Devillers à Henri Frenay qui le charge alors d'établir des liaisons plus sûres. 52 membres du mouvement sont arrêtés par la police allemande entre fin 1941 et début 1942 (47 seront jugés par le 2e sénat du Volksgerichtshof (Tribunal du Peuple) en session à Sarrebruck (affaire « Continent », 12-19 octobre 1943) et condamnés à la déportation, dont seulement dix reviendront). Le mouvement de zone Nord est complètement démantelé. Henri Frenay décide de ne pas le reconstruire et de concentrer toutes ses forces sur la zone libre. Des ruines de Combat-zone Nord naît un nouveau mouvement, fondé par Lecompte-Boinet : Ceux de la Résistance.
Henri Frenay décline aussi de nombreuses offres l'invitant à se mettre au service du Deuxième Bureau de Vichy ou de l'Intelligence Service de Londres, préférant garder son indépendance et continuer à se battre pour la France seulement et non pour une puissance étrangère.
Au début de l'été 1942, un réseau, appelé « Carte », en lien étroit avec le Special Operations Executive(SOE), rallie deux groupes de Combat implantés sur la Côte d'Azur. Henri Frenay envoie alors un message au SOE lui demandant de cesser de le priver de ses équipes, ce qui n'arriva plus, pour de multiples raisons : le mécontentement d' Henri Frenay exprimé dans le message et l'invasion de la zone libre quelques mois plus tard.
L'invasion de la zone libre en novembre 1942 par les Allemands à la suite du débarquement des Alliés en Afrique du Nord oblige Combat à plonger encore plus dans la clandestinité, puisqu'il faut désormais affronter la Gestapo en plus de l'Abwehr. Le cloisonnement et les précautions sont renforcés. Les courriers sont codés, les lieux de rendez-vous sont désignés par des lettres et sont pris généralement en dehors de Lyon, qui devient peu à peu la « capitale de la Résistance ». Des arrestations ont lieu dès février, suivies d'évasions. Malgré tout, Combat est infiltré par des agents de la Gestapo ou de l'Abwehr[réf. nécessaire].

### Organisation interne (début 1943)
Combat est dirigé par un Comité directeur dont la présidence est assurée par Henri Frenay avec six autres membres qui, en mars 1943 sont : Georges Bidault, Claude Bourdet, Maurice Chevance, Alfred Coste-Floret, François de Menthon, ancien chef du mouvement Liberté, et Pierre-Henri Teitgen. En janvier 1943, Combat comprend au total 14 services spécialisés et plus de 100 permanents clandestins, rémunérés par le mouvement.
Celui-ci est alors divisé en quatre branches :
- les relations extérieures (délégation en Suisse, relations avec les États-Unis, les services britanniques…), dirigées par Pierre Bénouville : elles deviennent indispensables au début de l'année 1943, alors que Combat a besoin d'argent et d'armes que les Britanniques tardent à fournir. Un de ses membres, Philippe Monod, prend contact avec les services secrets américains (Office of Strategic Services) en Suisse pour s'en procurer. Le service des relations extérieures se structure alors et s'élargit, s'organise. Les services américains promettent par la suite d'aider la Résistance française. Cette promesse reste cependant sans suite car l'ambassade du Royaume-Uni s'y oppose formellement et le général de Gaulle interdit toute poursuite des discussions dans ce sens.
- Les affaires militaires (Maurice Chevance, Henri Aubry) : elles comprennent les groupes francs (Jacques Renouvin), l'Armée Secrète (François Morin-Forestier), le Maquis (Georges-Louis Rebattet), le Sabotage-Fer (René Hardy, René la Combe)
- Les affaires politiques (la propagande, le service de renseignement de Jean Gemähling...) dirigées par Claude Bourdet ;
- le secrétariat général (Services généraux : logement, faux papiers, finances, service social...) dirigé par Berty Albrecht.

Le service social est mis en place en 1941 : il alloue aux familles des résistants du mouvement ayant été arrêté une petite pension, une aide financière, matérielle ou alimentaire.
Les ressources financières proviennent au début de dons venant de toute la France, faits par des personnalités généralement haut placées (généraux…) sollicitées par Henri Frenay. Mais rapidement, l'essentiel des ressources provient de Londres, par l'intermédiaire de Jean Moulin. Au début de l'année 1943, l'argent que Combat reçoit de Londres s'élève à cinq millions de francs de l'époque (Libération en reçoit 1 500 000 et Franc-Tireur, un peu moins d'un million).
Jean Moulin essaye de séparer les différentes activités du mouvement, et principalement le « Renseignement » et le « Choc », suivant les consignes qu'il a reçues à Londres. Il obtient finalement gain de cause lors de la création des Mouvements unis de la Résistance (MUR).

### L'intégration dans les MUR
En janvier 1943, l'idée de fusion des trois grands mouvements de la zone sud (Combat, Libération et Franc-Tireur) s'installe peu à peu et aboutit entre février et mars à la naissance des Mouvements unis de la Résistance (MUR) qui reprennent la structure de Combat (comité directeur, branche des Affaires politiques, des Affaires Militaires, etc.). Le Comité directeur de chaque mouvement perd beaucoup de son importance. Combat est représenté au Comité directeur des MUR par Henri Frenay, qui est aussi Commissaire aux Affaires militaires. Les organes de presse des trois mouvements restent cependant indépendants. Ainsi, le journal Combat continue d'exister séparément des autres.

## Activités du mouvement

### La presse clandestine
Les activités du mouvement sont originellement tournées vers le renseignement et sa diffusion au moyen de journaux clandestins. Ces renseignements, Henri Frenay les obtient d'abord des bureaux de l'Armée puis, après sa démission, des confidences d'officiers du deuxième bureau de l'État Français. Rapidement, il prend ses distances vis-à-vis de Vichy et les informations sont recueillies par divers mouvements de résistance avec qui Combat a des liens. Ces informations alimentent des journaux qui paraissent périodiquement. Au départ, Frenay distribue essentiellement un Bulletin fabriqué par lui-même et Berty, à partir de renseignements fournis par le 2e Bureau.
Dans le Nord et le Pas-de-Calais, paraît alors Les Petites Ailes qui devient, en zone occupée : Les Petites Ailes de France puis Résistance. En zone libre, l'édition des Petites Ailes de France change de titre en août 1941 et devient Vérités (Vérité étant jugé trop philosophique car, selon Frenay, la vérité est difficile pour ne pas dire impossible à exprimer). Lors de la fusion du mouvement avec Liberté, Vérités est sabordé et laisse sa place à un nouveau journal qui donne son nom au mouvement : Combat.
D'autres petits journaux voient aussi le jour mais se séparent progressivement de Combat comme Veritas et Cahiers du Témoignage Chrétien, suivant une orientation catholique. Ces journaux contiennent, notamment pour les plus importants, des articles de propagande contre le régime de Vichy, qui révèlent et critiquent les actions du gouvernement et de l'appareil étatique, ainsi que des articles de fond traitant par exemple du nazisme ou de la collaboration. Henri Frenay rédige généralement lui-même l'éditorial du journal Combat (jusqu'à ce qu'il rejoigne le Général de Gaulle en Algérie). Le sous-titre de Combat est « Organe du Mouvement de la Libération Française », accompagné d'une citation de Georges Clemenceau : « Dans la guerre comme dans la paix, le dernier mot est à ceux qui ne se rendent jamais ». En 1943, une rubrique Attentats est ajoutée au journal : elle contient le récit des actions paramilitaires de Combat.
Le premier numéro de Combat parait fin 1941, à Lyon, à 10 000 exemplaires. André Bollier relève Martinet, le premier imprimeur du mouvement, en prenant en charge la parution de Combat. Il la répartit dans 14 imprimeries en zone libre, réduisant ainsi le transport des journaux depuis Lyon jusqu'aux différentes régions et permettant d'augmenter le tirage. En mai 1944, Combat est tiré à 250 000 exemplaires. André Bollier, en plus de Combat, imprime aussi sur ses presses Défense de la France (future France-Soir), Action (un journal d'essence communiste), les premiers numéros de Témoignage chrétien, et certains numéros de Franc-Tireur et de La Voix du Nord.

### Le renseignement
Parallèlement à l'activité de presse clandestine, des informations sont envoyées à Londres par des moyens détournés. Ce service est dirigé par un alsacien, Jean Gemähling. Le noyautage des administrations publiques (NAP) est également mis en place. Il s'agissait originellement de recruter dans la fonction publique des hommes qui, à la chute du régime de Vichy, auraient assuré la relève et la remise en place de la République. Cependant, la fonction du NAP change progressivement d'orientation et permet de s'assurer les complicités nécessaires dans les services publics et d'obtenir des informations primordiales sur les mouvements et projets des forces allemandes. Rapidement, sont créés le NAP-Police, dont les membres préviennent leurs camarades des arrestations prévues ; et le NAP-Fer (dirigé par René Hardy) qui, à partir de 1943, fournit aux groupes francs (GF) les horaires des convois allemands. Existent aussi le NAP douane...

### Les groupes de choc
Des groupes de choc se mettent en place. Ils sont généralement spécialisés dans les attentats contre les collaborateurs et les buralistes (dont les boutiques sont détruites à l'explosif) qui vendent des journaux collaborateurs ou allemands comme Signal.
Ces groupes Choc sont progressivement fusionnés à partir de 1942 dans l'Armée secrète (AS) qui rassemble peu à peu les groupes paramilitaires des mouvements Combat, Libération et Franc-Tireur. Cette fusion s'effectue sous l'impulsion de Henri Frenay et celle de Jean Moulin, désirant que les activités Choc soient séparées des activités renseignement et propagande. Pour cette dernière raison, la direction de l'Armée secrète n'est pas confiée à Henri Frenay tel qu'il le désirait premièrement (son mouvement étant plus important que les deux autres réunis) mais au général de division Charles Delestraint, proposé par le chef de Combat. S'ajoutent dès 1943 une section « sabotage » et une section « maquis ».

### Les groupes francs
Henri Frenay charge Jacques Renouvin de monter dans chacune des 6 régions couvertes par le réseau des groupes francs (GF), équipes armées mobiles. Ils sont regroupés dans la branche du réseau Choc. Indépendants de l'Armée secrète (AS), ils prennent contact avec elle pour organiser leurs opérations car elle leur fournit des renseignements.
Les adjoints de Renouvin sont Jean Chanton, dit Bastos et Roger Nathan dit Murat.
Les groupes francs organisent leurs opérations selon leur propre initiative, en suivant le cadre général qui leur est donné. Les GF transmettent le résultat de leurs actions au Comité directeur.
Avant novembre 1942, l'action des groupes francs est similaire à celle des groupes de choc. Les GF doivent se procurer eux-mêmes leurs armes en pillant des dépôts ou des postes de police, et fabriquer artisanalement leurs explosifs ou les voler dans des mines.
Après l'invasion de la zone libre par les Allemands en novembre 1942, l'action des groupes francs se modifie. Ils sont chargés d'attaquer les trains de soldats allemands ou à destination de l'Allemagne, de saboter les voies ferrées, de détruire les usines d'armement et les dépôts, d'assassiner les agents de la Gestapo. Les GF sont approvisionnés en armes par l'Angleterre grâce à des parachutages qui leur fournissent des pistolets-mitrailleurs Sten, des pistolets, des munitions, des explosifs, des grenades...
Ils se chargent aussi des évasions de résistants arrêtés comme celle de Paul Reynaud qui ne peut avoir lieu mais qui est envisagée et préparée, et celle de Berty Albrecht (réussie), alors internée à l'hôpital psychiatrique de Lyon-Bron.
En janvier 1943, Jacques Renouvin, chef des groupes Francs, est arrêté par la Gestapo à la descente d'un train. Il est emprisonné à la prison de Fresnes. Une équipe est montée par Jean Chanton pour le libérer mais tous ses membres sont arrêtés. Jacques Renouvin est déporté au camp de concentration de Mauthausen où il meurt.
Il est remplacé à la tête des groupes francs par un membre de Libération.

### Le service Maquis
Lorsqu'en 1943 le Comité Directeur de Combat apprend que des réfractaires au Service du travail obligatoire (STO) se sont réfugiés en Haute-Savoie, Vercors et dans de nombreux massifs montagneux, le service Maquis est créé dans les Affaires Militaires afin d'aider tous les hommes qui ont pris le maquis à survivre et à combattre, en leur fournissant vivres et armes et en les intégrant au mouvement. L'objectif pour Combat est de développer, de superviser et d'organiser ces groupes armés. Les visions diffèrent à ce sujet au sein des MUR : certains, comme Charles Delestraint, les voient comme de véritables poches de résistance à l'intérieur du territoire français, d'autres, comme Henri Frenay, les conçoivent comme des bandes armées agissant par coups de main et embuscades et disparaissant sitôt leur mission accomplie.

## Quelques membres
- Henri Abbadie, un des organisateurs à Perpignan
- Berty Albrecht, chargée du secrétariat général et amie d'Henri Frenay
- Jean-Joseph Alvitre
- Lucienne André, agente de liaison et de renseignement, exécutée par la Résistance et réhabilitée
- Yvonne de Komornicka, alias Kléber, chef départemental de Vaucluse, internée à Ravensbrück[4]
- Thérèse Baton, Combat Zone nord, morte à Ravensbrück
- Alain Belkiri (1922-), homme politique français, secrétaire général du gouvernement de la république de Côte d'Ivoire sous Félix Houphouët-Boigny du 20 mai 1958 au 30 novembre 1990. Médaille de la résistance avec rosette.
- Pierre Bénouville, Lahire, dirigeant les relations extérieures
- Jean-Guy Bernard, secrétaire général du mouvement.
- Georges Beschon, Combat Zone nord, mort à Sarrebruck
- Georges Bidault, membre du Comité directeur
- Marcelle Bidault, sœur de Georges Bidault
- Jean Bistési, abattu en 1943 à Grenoble par la milice et le SD (service de sûreté)
- Anne-Marie Boumier, Combat Zone nord, déportée, rescapée
- Claude Bourdet, adjoint politique
- Frédéric Bourguet, président de Combat dans le Tarn, membre du directoire des Mouvements unis de la Résistance, président du comité départemental de libération
- Pierre Bourson, Combat Zone nord, mort à Sachsenhausen
- Albert Camus, rédacteur pour le journal Combat
- Jean Chanton, déporté, rescapé
- Gilbert de Chambrun, résistant et membre de l'armée secrète, chef des FFI pour le Languedoc-Roussillon
- Jacqueline de Chambrun, pédiatre, épouse de Gilbert Chambrun résistante Lieutenant Noëlle au maquis du Mont Mouchet
- Gilbert Chevance, Combat Zone nord, mort à Sonnenburg
- Maurice Chevance (Barrioz-Bertin), adjoint militaire
- Gabriel Clara, Combat Zone nord, guillotiné à Cologne
- Louise Collomb, active en région grenobloise, Juste parmi les nations
- Adrien Faure
- Alfred Coste-Floret, membre du Comité directeur de Combat
- Benjamin Crémieux, sous le pseudonyme de Lamy, il organise un réseau de renseignements à Marseille.
- Irénée Cros, responsable local en Ariège.
- René Dalmon
- Myriam David, Résistance-Fer (faux papiers), arrêtée en décembre 1943, emprisonnée à Blois, déportée à Auschwitz, rescapée[5],[6]
- Charles d'Aragon (1911-1986),(Chef de combat, résistant)
- Jacques D'Hondt, philosophe
- Jean Henri de Rogalski Landrot, alias Luc Jean Stanislas
- Lieutenant Pierre de Froment (Deblé), membre de Combat-zone nord
- François de Menthon, chef du mouvement Liberté qui fusionne avec Vérités pour former Combat en 1941
- Charles Le Gualès de la Villeneuve, Combat-zone nord, guillotiné à Cologne
- Marcel Degliame
- Jacques Delarue
- Marthe Delpirou, Combat Zone nord, morte à Ravensbrück
- Jacques Dhont, publicitaire, chef des MUR de R4.
- Maurice Dide, arrêté et déporté à Buchenwald où il meurt le 26 mars 1944, à l’âge de 72 ans
- Gilberte Bonneau du Martray, Combat Zone nord, morte à Bergen-Belsen
- Pierre Dumas (Saint-Jean), secrétaire général des MUR, directeur de la section locale du groupe Combat.
- Elizabeth Dussauze (Lisbeth), Combat Zone nord, déportée, rescapée
- Louis Durand, Combat Zone nord, guillotiné à Cologne
- Paul Dussauze, Combat Zone nord, guillotiné à Cologne
- Michel Edvire, Combat Zone nord, guillotiné à Cologne
- Yvette Farnoux, chef national des services sociaux des MUR après l'arrestation de Berty Albrecht
- André Favereau, organisateur des maquis dans la zone nord
- Antoinette Feuerwerker, éducatrice et juriste, épouse de David Feuerwerker, avec Edmond Michelet
- David Feuerwerker, rabbin de Brive (Corrèze, Creuse, Lot), avec Edmond Michelet
- Georges Flandre, officier de l'Armée du salut, commandant FFI (Armée secrète) à Montpellier (R3), chef des MUR à Marseille (R2), exécuté à La Roque-d'Anthéron
- Gualbert Flandrin, Combat Zone nord, guillotiné à Cologne
- Roland Foras, déporté, rescapé de Dachau
- Julien Freund
- Henri Frenay, fondateur du mouvement
- Alexandre Gandouin, Combat Zone nord, guillotiné à Cologne
- Georges Garel, plus tard fondateur du Réseau Garel (Lyon, 1942-1944)
- Jean Gemähling
- Paul Gordeaux (1891-1974) rédacteur Lyon&Nice Combat qui devint Nice Matin
- Hélène Cogoluègnes, membre de Combat à Marseille, chef de secteur dans les M.U.R.
- Robert Guédon (Robert), chef de Combat Zone nord
- René Hardy
- André Hauriou
- Christian Héraude, Combat Zone nord, guillotiné à Cologne
- Robert Héraude, Combat Zone nord, guillotiné à Cologne
- Maurice Jubert, Combat Zone nord, mort à Sarrebruck
- Roger Kespy, commandant, Combat, Armée Secrète, Chef départemental des groupes francs des MUR de l'Allier, fondateur du maquis des Bois Noirs, exécuté à Saint-Rémy-En-Rollat le 25 juillet 1944
- Odile Kienlen, Combat Zone nord, morte à Mauthausen
- Achille Lacroix, maire de Narbonne
- René la Combe, Chef de la Résistance Fer après René Hardy
- Pierre Laroque
- Germain Laur (chef du réseau Combat dans le Tarn, déporté à Birkenau - Auschwitz, rescapé. "Pons")
- Denise Lauvergnat, Combat Zone nord, déportée, rescapée
- Abel Laville, Combat Zone nord, guillotiné à Cologne
- Philippe Lazare-Lévy, mort à Auschwitz
- Madeleine Lévy, assistante sociale, petite-fille du capitaine Alfred Dreyfus, déportée et morte à Auschwitz
- Pierre Le Rolland, Combat Zone nord, déporté, rescapé
- Philippe Le Forsonney, Combat Zone nord, déporté, rescapé
- Adzire Lindemann, Combat Zone nord, morte à Ravensbrück
- Gilberte Lindemann, Combat Zone nord, déportée, rescapée
- Henri Malacrida, un des fondateurs de Combat dans le Sud-Est
- Denise Mantoux
- Edmond Michelet
- Philippe Monod, membre de la délégation de Combat en Suisse
- Victor Nessmann, résistant, mort sous la torture à Limoges
- André Noël, Combat Zone nord, guillotiné à Cologne
- Anne Noury, Combat Zone nord, morte à Bergen-Belsen
- Stanislas Pacaud, Combat Zone nord, mort à Leitmeritz
- René Parodi, Combat Zone nord, mort à Fresnes
- Marcel Peck, chef régional R1
- André Plaisantin, chef régional R1
- Maurice Plantier, adjoint départemental Bouches-du-Rhône
- Joseph-Paul Rambaud, ancien sénateur de l'Ariège
- Joseph Raphanaud, colonel
- Georges-Louis Rebattet, Compagnon de la Libération.
- Jacques Renouvin, organisateur des groupes francs, mort à Mauthausen
- Marie Reynoard, Combat, déportée, morte à Ravensbrück
- Germaine Ribière, agent de liaison dans le Limousin, Juste parmi les nations
- Tony Ricou, Combat Zone nord, guillotiné à Cologne
- Marcel-Gabriel Rivière, Chef des groupes-francs Région R1
- Louis (Auguste-Hippolyte) Royer, Combat Zone nord, mort à Reichenberg (aujourd'hui Liberec)
- Roland Sadoun
- Jane Sivadon (Jeannette), Combat Zone nord, déportée, rescapée
- Edgar Tailhades, militant socialiste et conseiller municipal de Nîmes[7]
- Roger Taubert, à Brive (Corrèze), mort de faim à Dachau le 20 avril 1945
- Georges Tainturier, Combat Zone nord, guillotiné à Cologne
- Pierre-Henri Teitgen, membre du Comité directeur de Combat
- Adrien Thomas, Combat Zone nord, guillotiné à Cologne
- Robert Toustou, Combat Zone nord, mort sur la route
- Armand Vallée, Combat Zone nord, mort à Mauthausen
- Édouard Valéry, résistant
- Albert Vandendriessche, Combat Zone nord, guillotiné à Cologne
- Hélène Vautrin, Combat Zone nord, morte à Ravensbrück
- Rose Warfman (à l'époque Rose Gluck), infirmière, déportée, survivante d'Auschwitz, avec Edmond Michelet

Agents de l'occupant ayant infiltré le mouvement
- Jacques Desoubrie, agent de pénétration de l'Abwehr de Paris
- Henri Devillers, agent de pénétration de l'Abwehr de Paris
- Jean-Paul Lien, agent de pénétration de l'Abwehr de Dijon
- Paul Boehm, agent de pénétration de l'Abwehr de Dijon